# Ісаму Чо

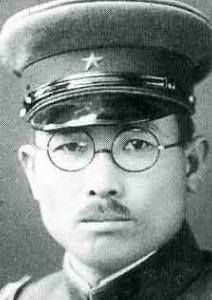
Ісама Чо

Ісаму Чо (япон: 長 勇,19 січня 1895 – 22 червня 1945) офіцер імперської армії Японської імперії, відомим своєю підтримкою ультранаціоналістичної політики та причетністю до низки спроб державного перевороту в Японській імперії до початку Другої світової війни.

## Біографія
Ісаму Чо народився в префектурі Фукуока. У 1916 році він закінчив Військову академію армії Японської імперії, а в 1928 році закінчив Вищу військову академію армії Японської імперії. 
Після того як Ісаму Чо отримав доручення та був призначений на свою першу військову службу за межами Японської імперії в політизованій на той час японській квантунській армії, що базувалася на той час не території Китайської Республіки. Ісаму Чо повернувся до Японської імперії, щоб відігравати дуже активну роль у внутрішній політиці в японській армії, також він був активним учасником, або непрямим учасником березневого інциденту та інциденту імперських кольорів (з іншими лідерами: Кінгоро Хашимото, Мінамі Дзіро, Аракі Садао серед японських військових та японських націоналістів Іккі Кіта, Шумей Окава, Тояма Міцуру, Канічіро Камей і Козабуро Тачібана). Ісаму Чо був засновником японського націоналістичного таємного товариства (організації) «Сакуракай», метою якого було повалення демократичного уряду Японської імперії, та запровадити замість нього державний соціалістичний режим, який би викорінив корупцію в Японській імперії. Ісаму Чо був відомий тим, що швидко міг розлютитися і часто міг вразити своїх підлеглих.
На початку Другої китайсько-японської війни Ісаму Чо, був командиром 74-го піхотного полку  Шанхайського експедиційного корпусу, який був приєднаний до японської армії яка перебувала в  центральному Китаї, і базувалася вона на території маріонеткової Маньчжурської держава. Під час битви при Нанкіні, Ісаму Чо був ад'ютантом Принц Ясухіко Асака. Також вважається що  Ісаму Чо був причетним до розправи над китайськими військовополоненими, проте існують суперечки чи Ісаму Чо діяв відповідно до наказу японського принца, чи діяв з власної волі.
Незабаром Ісаму Чо брав участь у ряді прикордонних інцидентів на кордоні між Маньчжурською державою та Радянським Союзом, він був в статусі начальника штабу 26-ї дивізії імператорської армії Японської імперії з 1939 по 1940 рік. У 1940 році  Ісаму Чо ненадовго перевели до штабу японської Тайваньської армії, в якій він став начальником штабу Індокитайської експедиційної армії з 1940 по 1941 рік.
В 1941 році Ісаму Чо був заступником начальника штабу підрозділу 82 у Бюро військових справ у військовому міністерстві Японської імперії, та брав участь у стратегічному та тактичному плануванні японського військового вторгнення в Південно-Східну Азію. З 1941 по 1942 рік Ісаму Чо супроводжував японську Південну армію до Французького Індокитаю, щоб наглядати за реалізацією японської стратегії, і служив офіцером зв’язку між японською Південною армією та японською 14-ю армією на території Філіппін. 
З 1942 по 1944 рік Ісаму Чо був командиром японської 10-ї піхотної групи 10-ї дивізії імператорської армії Японської імперії, це були гарнізонні сили, що базувалися на території Маньчжурської держави. Також Ісаму Чо служив у штабі японської Квантунської армії, а згодом — командиром 1-ї мобільної бригади. Наприкінці 1944 року Ісаму Чо був відкликаний з території Маньчжурської держави на Хоум-Айленд, а потім на острів Окінаву. Незадовго до свого останнього бою в березні 1945 року, Ісаму Чо отримав звання японського генерал-лейтенанта. 

### Битва за Окінаву
Ісаму Чо був начальником штабу 32-ї армії під час битви за Окінаву. Він розробив складні підземні укріплення навколо замку Сюрі, але при цьому виступав за вкрай агресивну військову відповідь на американське вторгнення на острів, замість тактики  пасивної оборони. Він переконав японського генерала Міцуру Ушідзіму почати катастрофічний контрнаступ 5 травня 1945 року.
До середини червня 1945 року, 32-а армія була фактично скорочена до захисту двох опорних пунктів, одного під хребтом Куніші, а іншого, командного штабу на пагорбі 89.
Ушідзіма і Ісаму Чо вирішили вчинити Сеппуку (японське ритуальне самогубство) і в ніч свого запланованого самогубства, вони влаштували бенкет у печері з командним пунктом із великою їжею, яку приготував кухар Ушідзіми Тецуо Накамутам, страви були доповнені великою кількістю саке та особистих запасів Ісаму Чо, що залишилися, серед них було і чорно-біле шотландське віскі.
Незабаром, вранці 22 червня 1945 року, співробітники японського командного пункту вишикувалися, щоб віддати шану Ушідзімі, який був одягнений у японську парадну форму, і Ісаму Чо, який був у білому кімоно. Ісаму Чо зголосився йти першим і вести шлях, «оскільки шлях може бути темним», але генерал Ушідзіма наполягав на тому, щоб він сам пішов першим. Вони вийшли на зовнішній виступ з видом на океан, на який було постелено білу тканину поверх ковдри. Вручений помічником ніж, генерал Ушідзіма закричав і зробив глибокий вертикальний розріз свого оголеного живота, перш ніж капітан Сакагучі (який вважався майстерним фехтовальником) обезголовив його мечем. Ісаму Чо пішов за генералом Ушідзімою, і тіла обох чоловіків були поховані трьома санітарами в неглибоких могилах. Їх тіла були поховані під егідою американських військових 27 червня 1945 року біля печери, де вони загинули в останні години боїв на острові Окінава. «Тіла двох японських генералів були опущені в могили майже над їхнім печерним штабом, який був опечатаний під час служби американського прапора».

На звороті кімоно Ісаму Чо був написаний ним вірш:
«З хоробрістю я служив своїй нації.З вірністю я присвячую своє життя».

## зовнішні посилання
- The Way Out. Time. 9 липня 1945. Архів оригіналу за 22 грудня 2011. Процитовано 10 серпня 2008.